# Seznam japonských fotografek

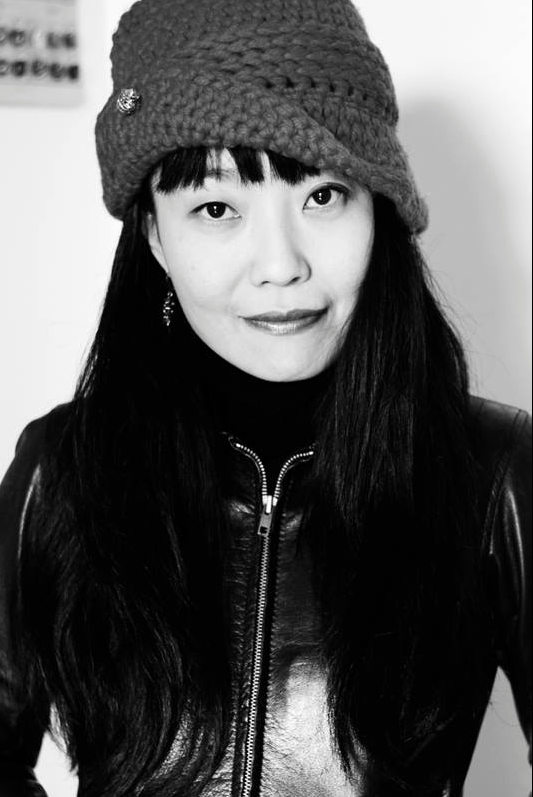
Jošimi Jokojama (* 1975), japonská fotografka aktivní v Čechách

Toto je seznam japonských fotografek, které se v Japonsku narodily nebo jejichž díla jsou s touto zemí úzce spojena.

## F
- Šiho Fukada (?), fotografka, novinářka a fotoreportérka působící mezi New Yorkem a Japonskem, práce například pro The New York Times, MSNBC, Le Monde, Stern a časopis New York

## H
- Nobara Hajakawa (* 1973), kolumbijsko-japonská umělkyně, autorka, ilustrátorka, hudebnice a fotografka
- Mikiko Hara (* 1967), barevné snímky lidí nebo věcí v každodenním životě, často způsobující pocity lehkomyslnosti nebo předtuchy, lidí na veřejných prostranstvích
- Hiromix (* 1976), život z pohledu teenagera a fotoknihy o identitě, komunitě, pohlaví a každodennosti

## I

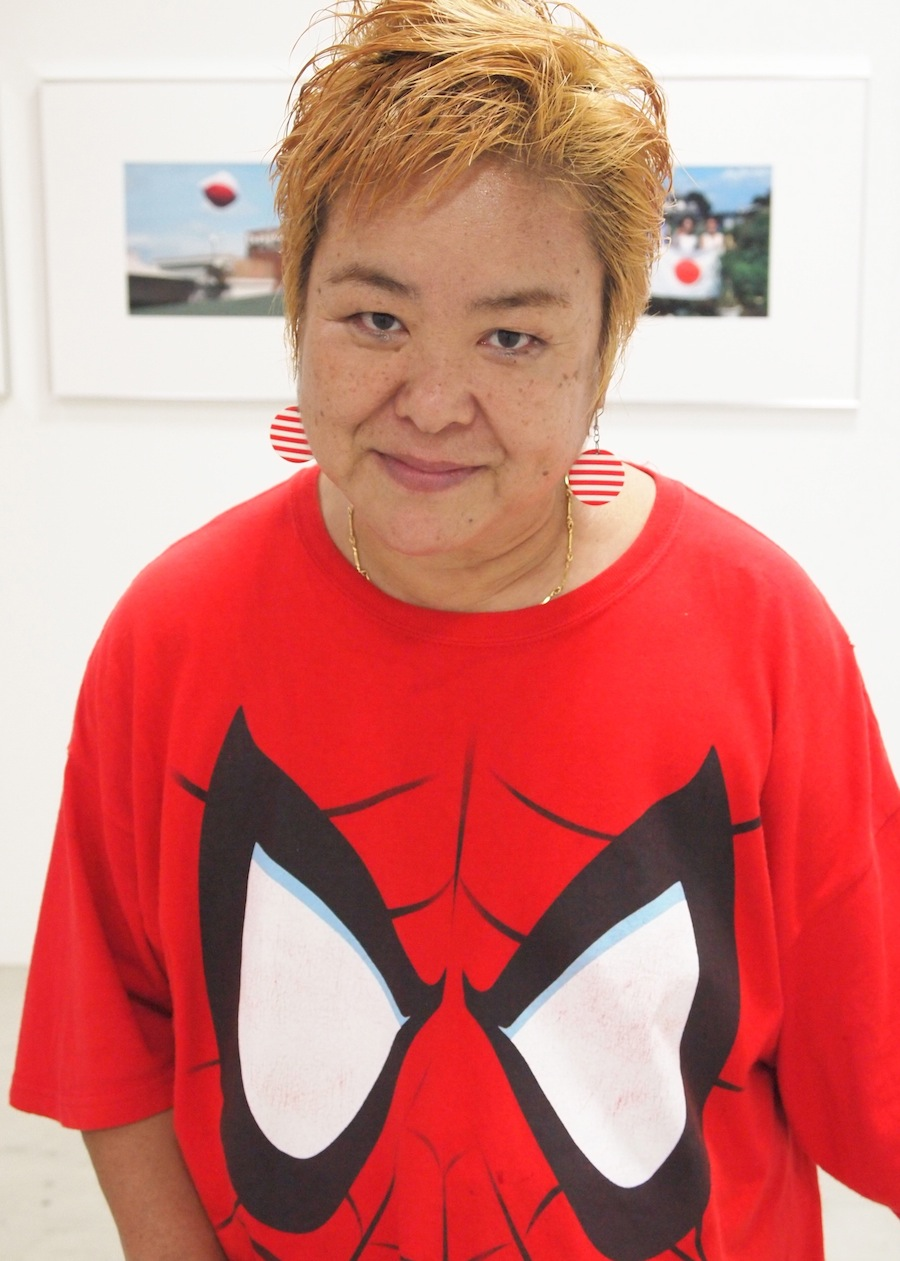
Mao Išikawa (* 1953)

- Hisae Imai (1931–2009), specializace na fotografování koní
- Ariko Inaoka (aktivní od roku 1998), fotografka
- Kaori Inbe (* 1980), fotografka a spisovatelka, cena Nobua Iny
- Mao Išikawa (* 1953), okinawská fotografka a aktivistka, barmanky, umělci, vojáci a další lidé z okraje společnosti, politický podtón, opovrhuje americkou vojenskou přítomností na Okinawě
- Mijako Išiuči (* 1947), kontrastní tisky včetně detailů velmi starých, zrnitě rozmazaných děl, detailů starších lidí
- Ai Iwane (* 1975), fotografka, Cena za fotografii Ihei Kimury, Cena Nobua Iny

## K
- Mari Katajama (* 1987), autoportréty s textilními sochami
- Rinko Kawauči (* 1972), vyrovnaný, poetický styl, běžné životní okamžiky
- Aja Kida (* 1974), fotografka, vítězka Ceny za fotografii Ihei Kimury
- Fusako Kodama (* 1945), líčila život v Tokiu a Japonsko jako národ špičkových technologií
- Mičiko Kon (* 1955), nový přístup k převážně černobílým zátiším s obrázky všeho od zubních kartáčků až po hodinky a části ryb [1] černobílé tisky, mořští tvorové
- Jasuko Kotani (* 1962), fotografka

## M
- Mijuki Macuda (* 1961), herečka, která publikovala fotografie aktů
- Mičiko Macumoto (* 1950), portréty umělců a tanečníků žijících v různých zemích
- Tomoko Mijamoto (* 1960), fotografka
- Mariko Mori (* 1967), umělkyně pracující s videem a fotografií, srovnávání východní mytologie se západní kulturou

## N
- Jurie Nagašima (* 1973), portréty, včetně autoportrétů a akty její rodiny, pouliční fotografie, zátiší
- Asako Narahaši (* 1959), fotografka se sídlem v Tokiu, vytváří klidné a osamělé krajiny; scény z Amsterdamu i Japonska
- Mika Ninagawa (* 1972), pestrobarevné fotografie květin, zlatých ryb a krajiny, komerčně úspěšná v módě a reklamě
- Kimiko Nišimoto, (1928–2025), japonská fotografka a internetová celebrita narozená v Brazílii
- Rika Noguči (* 1971), krajinářka, umělecká fotografka, se sídlem v Berlíně

## O
- Jošino Óiši (* 1944), hodně cestující fotoreportérka, pedagožka
- Juki Onodera (* 1962), obrazy každodenních předmětů, jako jsou staré oblečení, plechovky, ptáci, domy zářící ve tmě a lidské postavy, [2] žije ve Francii
- Kei Orihara (* 1948), japonská dokumentární a portrétní fotografka působící v USA, vydala knihy o životě v New Yorku, portréty, panoramta, fotoknihy pro děti

## S
- Cuneko Sasamoto (* 1914), první japonská fotožurnalistka, fotografovala některé z největších osobností a historických okamžiků v zemi.[3]
- Tomoko Sawada (* 1977), feministická fotografka, performerka
- Rjú Šimaová (1823–1899), japonská fotografka, průkopnice, fotografovala svého manžela v roce 1864, později si otevřela studio v Kirjú
- Mieko Šiomi (1909–1984), abstrakce a realismus, známá svými černobílými kompozicemi
- Kunié Sugiura (* 1942), autorka fotogramů se sídlem v New Yorku
- Rjóko Suzuki (* 1970), umělecká fotografka

## T
- Cozue Takagi (* 1985), autorka fotomontáží
- Tojoko Tokiwa (* 1930), známá především pro zobrazení čtvrti červených světel pookupační Jokohamy, pro klientelu amerických opravářů

## W
- Hitomi Watanabe (渡 辺 眸 Watanabe Hitomi, * 1939)

## Y / J
- Eiko Jamazawa (1899–1995), portrétní fotografka a zakladatelka fotografické školy, vlastní studio
- Miwa Janagi (* 1967), pořádala události se ženami různého věku, často pomocí počítače měnila obraz zvláštním způsobem, několik publikovaných sérií včetně Elevator Girls
- Ruiko Jošida (1938–2024), vydala několik fotoknih určených k boji proti diskriminaci chudých a černochů, nejznámější její cyklus Harlem Black Angels
- Jošimi Jokojama (* 1975), japonská fotografka aktivní v Čechách, fotografovala pro módní časopisy v Tokiu, absolvovala Institut tvůrčí fotografie v Opavě.[4][5]